# John Rowland Rich
Sir John Rowland Rich CMG (* 29. Juni 1928; † 13. Mai 1995) war ein britischer Diplomat.
Rich absolvierte ein Masterstudium an der Sedbergh School am Clare College in Cambridge. Er heiratete Rosemary Ann Williams. Sie haben eine Tochter und zwei Söhne. 
Die Jahre von 1949 bis 1951 diente er bei der British Army und trat danach in den Auswärtigen Dienst, wo er von 1953 bis 1956 in Addis Abeba beschäftigt war. Seine nächsten diplomatischen Stationen waren für jeweils drei Jahre Stockholm, Bahrain und Prag. Von 1974 bis 1978 war Rich Botschaftsrat in der Handelsmission in Bonn, danach von 1978 bis 1980 Generalkonsul in Montreal. In den 1980er Jahren kam er im diplomatischen Dienst zurück nach Europa und war von August 1980 bis 1985 war er Botschafter in Prag, danach bis 1988 Botschafter in Bern.